# Herminia jacchusalis
Herminia jacchusalis är en fjärilsart som beskrevs av Walker 1859. Herminia jacchusalis ingår i släktet Herminia och familjen nattflyn. Inga underarter finns listade i Catalogue of Life.